# 弗兰克·拉塞勒斯
弗兰克·卡文迪什·拉塞勒斯（英語：Sir Frank Cavendish Lascelles；1841年3月23日—1920年1月2日）英国外交官，曾出任驻德大使、驻俄大使、驻波斯大使。